# 光速不变原理
光速不变原理是狭义相对论的两个基础公设之一，在狭义相对论之中，指的是无论在何种惯性参照系中观察，光在真空中的传播速度相对于该观测者都是同一个常数，不随光源和观测者所在参考系的相对运动而改变。这个数值是299,792,458公尺/秒。光速不变原理是由联立求解麦克斯韦方程组得到的，并为迈克耳孙-莫雷实验所证实。光速不变原理是爱因斯坦创立狭义相对论的基本出发点之一。在广义相对论中，由于所谓惯性参照系不再存在，爱因斯坦引入广义相对性原理，即物理定律的形式在一切参考系都是不变的，这也使得光速不变原理可以应用到所有参考系中。

## 参阅
- 光速
- 麦克斯韦方程组
- 相对论
- 光速可變理論
- 超光速